# Ароматизовано млеко
Ароматизовано млеко је заслађени млечни производ направљено од млека, шећера, арома, а понекад и боја за храну. Може се продавати као пастеризовани, расхлађени производ или као производ третиран ултрависоким температурама који не захтева хлађење. Такође се може направити у ресторанима или код куће мешањем арома у млеко.
У Новој Енглеској, млеко помешано са ароматизованим сирупима као што су чоколада или јагода у машини за милкшејк, увек укључује сладолед или згушњиваче.

## Врсте
Уобичајене ароме укључују чоколаду, кафу, јагоде и банане. Комерцијални брендови укључују Nesquik и Мило. Зачињено млеко у флаши је популарно пиће на индијском потконтиненту.

## Потрошња
Аустралија има највећу потрошњу ароматизованог млека на свету, попило се 95 л више од броја по глави становника за било коју другу земљу током 2003.  Посебно је популаран у аустралијским државама Јужна Аустралија и Западна Аустралија. У чланку Sunday Times-а из 2013. наводи се да је Западна Аустралија „престоница ароматизованог млека Аустралије“, са индустријом вредном 220 милиона аустралијских долара, просечном потрошњом од 19 л по особи, а доступно је више од 40 врста ледене кафе. 2006. је пријављено је да је Јужна Аустралија конзумирала 45000000 л ароматизованог млека сваке године, са 82% тржишног удела који држи један бренд, Farmers Union. Према истраживању Coca-Cola Amatil, Јужна Аустралија је једино место где продаја ароматизованог млека надмашује продају коле.

## Полемике и критике
Џејми Оливер је скренуо пажњу у Сједињеним Државама на јавне школе које служе ароматизовано млеко у школским кафетеријама. Заговорници ароматизованог млека тврде да ће многа деца избегавати исхрану која се налази у млеку осим ако није ароматизовано, при чему су предности млека веће од неколико кашичица шећера. Противници кажу да са све већим нивоом гојазности и срчаних болести, ароматизовано млеко треба уклонити из школа и научити децу да пију обично млеко. 
Анализа из 2018. је открила да паковање ароматизованог млека може садржати шећера колико и конзерва безалкохолног пића, при чему многи од најпродаванијих брендова садрже више од дневног додавања шећера у једној порцији. 
Недавно су уведени ограничени нови прописи за заштиту дечијих оброка. Најновија политика, позната као четврти закон о неиспуњењу здравих пића на државном нивоу, има за циљ да ограничи опције слатких напитака у дечијим оброцима. Међутим, утврђено је да је неефикасан у смањењу уноса шећера код деце. Упркос напорима у различитим америчким државама као што су Илиноис и Делавер да регулишу ароматизовано млеко и 100% сок, још увек постоје варијације у садржају масти, ограничењима величине и калоријским ограничењима за децу. 